# يوما جو
يوما جو (باليابانية: 城祐 万) (مواليد 13 أغسطس 1966)، هو لاعب كرة قدم سابق كان يلعب كلاعب وسط.